# Bestwina (gmina)
Pour la localité, voir Bestwina.

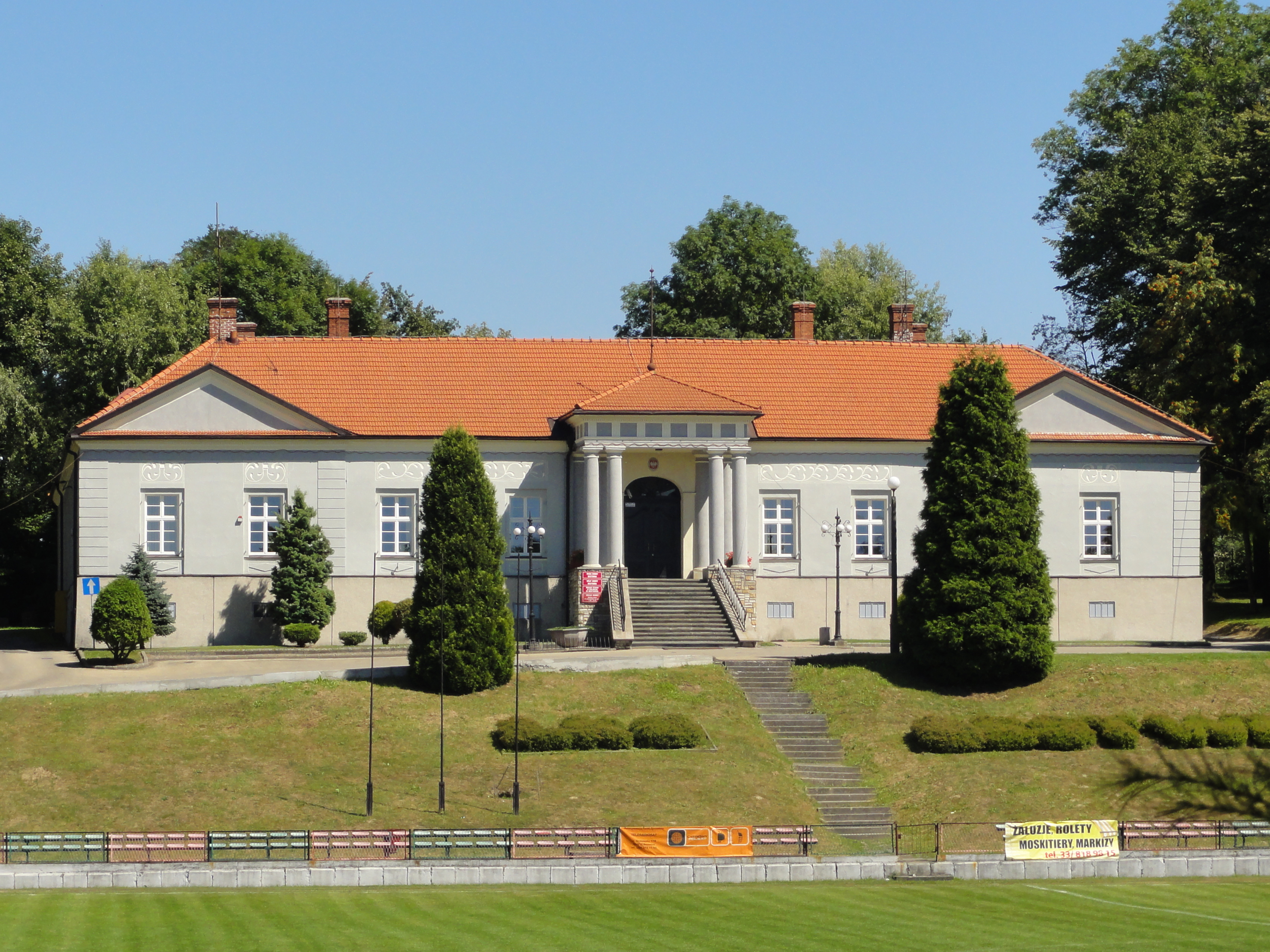
Palais des Habsbourg à Bestwina

Bestwina est une gmina rurale du powiat de Bielsko-Biała, Silésie, dans le sud de la Pologne. Son siège est le village de Bestwina, qui se situe environ 8 km au nord de Bielsko-Biała et 40 km au sud de la capitale régionale Katowice.
La gmina couvre une superficie de 37,55 km2 pour une population de 10 412 habitants.

## Géographie
La gmina inclut les villages de Bestwina, Bestwinka, Janowice et Kaniów.
La gmina borde la ville de Bielsko-Biała et les gminy de Czechowice-Dziedzice, Miedźna, Pszczyna et Wilamowice.